# Sejs-Svejbæk
Sejs-Svejbæk är en ort i Danmark. Den ligger i Silkeborgs kommun och Region Mittjylland,  190 km väster om Köpenhamn. Sejs-Svejbæk ligger 32 meter över havet och antalet invånare är 4 198. Den ligger vid sjöarna  Julsø och Borre Sø.
Samhället består av två orter som vuxit ihop, Sejs i väster och Svejbæk i öster. Närmaste större samhälle är Silkeborg, 6 km nordväst om Sejs-Svejbæk.